# Бакланов, Пётр Яковлевич
Пётр Я́ковлевич Бакла́нов (5 июля 1946, с. Георгиевка, Фёдоровский район, Башкирская АССР — 31 октября 2023, Владивосток) — советский и российский экономико-географ, академик Российской академии наук (2003), заслуженный географ Российской Федерации (2021), организатор и создатель Дальневосточной научной школы экономической географии, внес значительный вклад в развитие географической науки, один из ярких представителей социально-экономической географии России. Доктор географических наук, профессор.
Директор (1991—2016) и научный руководитель (2017—2023) Тихоокеанского института географии ДВО РАН. Директор Института экономических исследований ДВНЦ АН СССР (1987—1991). Вице-президент Русского географического общества (2010—2023), один из организаторов и член президиума Ассоциации российских географов-обществоведов (2010—2023), первый председатель Общественного совета при Министерстве Российской Федерации по развитию Дальнего Востока (2013—2016).

## Биография
Родился 5 июля 1946 г. в с. Георгиевка (Федоровский район, Башкирская АССР) в многодетной семье фронтовика Якова Наумовича Бакланова.
В 1964 г. с отличием окончил Салаватский индустриальный техникум по специальности «Оборудование нефтехимических и газоперерабатывающих заводов».
В 1965—1966 годах работал в г. Салавате на предприятии Салаватнефтеоргсинтез.
В 1971 году с отличием окончил географический, а в 1972 — экономический факультеты МГУ имени М. В. Ломоносова, получив две квалификации по специальностям «Экономическая география» и «Политическая экономия». Обучался в целевой аспирантуре географического факультета МГУ имени М. В. Ломоносова.
В 1974 году защитил кандидатскую диссертацию по географическим наукам по теме «Анализ формирования и развития пространственных систем промышленного производства».
В 1987 году защитил диссертацию на соискание учёной степени доктора географических наук по теме «Пространственные системы производства: микроструктурный уровень территориальной организации».
В 1997 году был избран членом-корреспондентом РАН. В 2003 году избран академиком РАН по Отделению наук о Земле.
Скоропостижно скончался 31 октября 2023 года. Похоронен на Лесном кладбище во Владивостоке.

## Научная деятельность
- 1971—1973 — младший научный сотрудник Комплексной Восточной экспедиции географического факультета МГУ им. М. В. Ломоносова
- 1973—1975 — младший научный сотрудник сектора проблем географии населения Тихоокеанского института географии ДВНЦ АН СССР
- 1975—1979 — заведующий лабораторией географии народного хозяйства Тихоокеанского института географии ДВНЦ АН СССР
- 1975—1991 — доцент Дальневосточного государственного университета (по совместительству)
- 1979—1987 — заместитель директора по науке Тихоокеанского института географии ДВНЦ АН СССР
- 1987—1991 — директор Института экономических исследований ДВНЦ АН СССР
- 1991—2016 — директор Тихоокеанского института географии ДВО РАН
- 1991—1999 — профессор кафедры географии стран Азиатско-Тихоокеанского региона Дальневосточного государственного университета
- 2000—2011 — заведующий кафедрой регионального анализа и устойчивого развития Дальневосточного государственного университета
- с 2003 — член бюро президиума Дальневосточного отделения РАН
- с 2010 — вице-президент Русского географического общества
- с 2010 — член президиума, председатель комиссии по научно-исследовательской деятельности Ассоциации российских географов-обществоведов[3]
- 2011—2020 — заведующий кафедрой географии и устойчивого развития геосистем Дальневосточного федерального университета
- с 2013 — сопредседатель комиссии по территориальной организации и планированию Русского географического общества
- 2013—2016 — председатель Общественного совета Министерства РФ по развитию Дальнего Востока
- с 2017 — научный руководитель Тихоокеанского института географии ДВО РАН
- с 2018 — член Комитета РАН по программе ООН по окружающей среде[4]
- 2020—2022 — профессор департамента наук о Земле Дальневосточного федерального университета

Являлся почётным профессором Института географии и агроэкологии Академии наук КНР. Был членом президиума (совета) Приморской торгово-промышленной палаты.
С 2016 по 2018 годы устойчиво занимал 2 место в национальном рейтинге российских географов.
Свободно владел английским языком, а также башкирским языком.

### Членство в редколлегиях научных журналов
Входил в состав редакционных коллегий и советов рецензируемых научных журналов, включенных в перечень ВАК: «География и природные ресурсы» (заместитель главного редактора), «Известия РАН. Серия географическая», «Вестник ДВО РАН», «Региональные исследования» (председатель международного редакционного совета), «Geography, environment, sustainability», «Пространственная экономика», «Проблемы региональной экологии», «Экологическое планирование и проектирование», «Азиатско-Тихоокеанский регион: экономика, политика, право», «Россия и АТР», «Известия ДВФУ. Экономика и управление», «Общество. Среда. Развитие», «Географическая среда и живые системы», а также прочих научных журналов, таких как «Социально-экономическая география. Вестник Ассоциации российских географов-обществоведов» (председатель редакционного совета), «Тихоокеанская география» (главный редактор), «Региональные проблемы», «Трансграничная экономика», «У карты Тихого океана», «Территория новых возможностей. Вестник ВГУЭС», «Таможенная политика России на Дальнем Востоке», «Труды Института истории, археологии и этнографии ДВО РАН». Являлся членом редколлегий сборника научных статей РГО «Вопросы географии», ежегодного альманаха «ИнтерКарто. ИнтерГИС» и зарубежного журнала «Региональные исследования в Сибири» (КНР). Председатель редколлегии периодического сборника научных статей «Географические и геоэкологические исследования на Дальнем Востоке».

### Членство в научных обществах
- Русское географическое общество, действительный член (с 1977), вице-президент (с 2010)
- Ассоциация российских географов-обществоведов, действительный член, член координационного совета (президиума) (с 2010)
- Международный географический союз (IGU), действительный член Управляющего комитета Комиссии по локальному и региональному развитию (с 2008)
- Российский национальный комитет Международного географического союза (Национальный комитет географов России), член бюро, длительное время был заместителем председателя комитета
- Российский национальный комитет Тихоокеанской научной ассоциации, заместитель председателя (переизбран в 2019 году)
- Общество изучения Амурского края (Приморское краевое отделение Русского географического общества), член ученого совета (с 2010), председатель экспертного совета по издательской деятельности (с 2016)
- Ассоциация академий наук и научных сообществ в Азии (ААННСА), член комитета по устойчивому развитию (с 2019)[11]
- Консорциум научных организаций «Интеграция» на базе ДВФУ, член совета консорциума, член рабочей группы дивизиона наук о Земле (с 2015)[12]

### Членство в учёных и научных советах
- Учёный совет Тихоокеанского института географии ДВО РАН, председатель (с 1991)
- Учёный совет Русского географического общества (с 2000)
- Научный совет Российской академии наук по фундаментальным географическим проблемам (с 1999)
- Объединённый учёный совет по наукам о Земле Дальневосточного отделения РАН, председатель секции географии и геоэкологии (с 2003)
- Отделение наук о Земле РАН, член бюро, заместитель академика-секретаря (с 2022)
- Учёный совет Института окружающей среды Дальневосточного государственного университета, член (1999—2010)
- Учёный совет Школы естественных наук Дальневосточного федерального университета, член (2011—2021)
- Учебно-методический совет по направлению подготовки «География» Федерального учебно-методического объединения «Науки о Земле», член Секции экономической и социальной географии, действительный член[13]
- Совет по защите докторских и кандидатских диссертаций при Тихоокеанском институте географии ДВО РАН по специальности 25.00.25 Геоморфология и эволюционная география, председатель (1995—2012)
- Совет по защите докторских и кандидатских диссертаций при Тихоокеанском институте географии ДВО РАН по специальности 25.00.36 Геоэкология (географические науки), председатель (2016—2019)
- Совет по защите докторских и кандидатских диссертаций при Институте экономических исследований ДВО РАН по специальности 08.00.05 Экономика и управление народным хозяйством, член (1992—2012)
- Совет по защите докторских и кандидатских диссертаций при Институте экономических исследований ДВО РАН по специальности 08.00.14 Мировая экономика, член (с 2012)

### Членство в общественных и экспертных советах
- Член Координационного совета по вопросам научной, научно-технической и инновационной деятельности в Приморском крае при Губернаторе Приморского края (с 2021)
- Член Экспертного совета Национальной премии в области национальной географии, экологии, сохранения и популяризации природного и историко-культурного наследия России «Хрустальный компас» (с 2018)[14]
- Член Общественного совета Министерства РФ по развитию Дальнего Востока (2013—2019), первый председатель совета в 2013—2016 годах
- Член Совета по вопросам развития Дальнего Востока и Байкальского региона при Совете Федерации РФ[15]
- Член Комитета по системному анализу при президиуме РАН[16]
- Член Международного консорциума экспертов по созданию Северо-Восточно-Азиатского научно-образовательного сообщества (с 2011)
- Член Международного Амуро-Охотского консорциума независимых экспертов (с 2008).

## Вклад в науку
Научные интересы П. Я. Бакланова были связаны с изучением территориальной организации хозяйства, оценкой природно-ресурсного потенциала территории, регионального природопользования, устойчивого развития регионов и управления, политической географией, геополитикой и теоретическими вопросами географии.
Основные научные работы посвящены теории географии промышленности, проблемам размещения хозяйства и развития дальневосточных регионов России. Автор теории пространственных систем производства, работ по проблемам рационального использования природных ресурсов, оценке природно-ресурсного потенциала территории и эколого-экономическим характеристикам промышленных узлов. Им выделено формирование особых территориально-акваториальных хозяйственных комплексов, а в региональном природопользовании предложено выделять и оценивать обратное ресурсопотребление как качественно-количественное изменение природных ресурсов под воздействием техногенной деятельности человека. Систематизировал представление о территориальных социально-экономических системах и территориальных структурах природопользования.
Является создателем и организатором научной школы экономической географии на Дальнем Востоке России, организованной на базе лаборатории территориально-хозяйственных структур Тихоокеанского института географии ДВО РАН и кафедры регионального анализа и устойчивого развития Дальневосточного государственного университета. В её основу заложено глубокое и взаимосвязанное изучение территориальной организации хозяйства и рационального природопользования в регионах на основе комплексной оценки территориальных сочетаний природных ресурсов суши и акватории.
Участвовал в различных международных научных проектах, в том числе был соруководителем российско-китайского проекта «Анализ природопользования в приграничных районах Китая и юга Дальнего Востока» (2006—2008 гг.), российско-японского проекта «Анализ трансграничного природопользования в бассейне р. Амур — Охотское море» (2007—2010 гг.). Руководил рядом крупных грантов Российского научного фонда, Российского фонда фундаментальных исследований, Русского географического общества, Российской академии наук и др.
Под руководством П. Я. Бакланова подготовлено 4 докторских и 15 кандидатских диссертаций.

## Основные работы
Автор и соавтор более 40 монографий и более 450 научных публикаций, в том числе:
Монографии
- Бакланов П. Я. Динамические пространственные системы промышленности: теоретический анализ. М.: Наука, 1978. 132 с.
- Бакланов П. Я. Линейно-узловые системы промышленности (структурные особенности и возможности учёта в планировании и управлении). Владивосток : ДВНЦ АН СССР, 1983.
- Бакланов П. Я. Пространственные системы производства (микроструктурный уровень анализа и управления). М. Наука, 1986. 150 с.
- Бакланов П. Я. Дальневосточный регион России: проблемы и предпосылки устойчивого развития. Владивосток : Дальнаука, 2001. 144 с.
- Бакланов П. Я. Территориальные структуры хозяйства в региональном управлении. М.: Наука, 2007. 239 с.
- Бакланов П. Я., Ганзей С. С. Трансграничные территории: проблемы устойчивого природопользования. Владивосток: Дальнаука, 2008. 216 с.
- Бакланов П. Я., Романов М. Т. Экономико-географическое и геополитическое положение Тихоокеанской России. Владивосток: Дальнаука, 2009.
- Sustainable development and Cyclic Economy Informationization / Editors Cui Weihong, P. Ya. Baklanov , Beijing, 2009. — 512 P. (на кит. яз.)

Статьи
- Бакланов П. Я. Элементарные пространственные системы промышленного производства // Вестник Московского университета. Серия 5: География. 1972. № 2. С. 30-39.
- Бакланов П. Я. Перманентность размещения промышленного производства // Вестник Московского университета. Серия 5: География. 1975. № 1. С. 11-17.
- Бакланов П. Я. Отраслевой и территориальный подход в экономико-географических исследованиях // Вопросы географии. 1980. Т. 115. С. 86-93.
- Бакланов П. Я., Поярков Б. В., Каракин В. П. Природно-хозяйственное районирование территории: общая концепция и исходные принципы // География и природные ресурсы. 1984. № 1. С. 7-15.
- Бакланов П. Я. О категориях современной геополитики // Известия РАН. Серия географическая. 2003. № 2. С. 7-16.
- Бакланов П. Я. Современные теоретические проблемы экономической географии // Вестник Московского университета. Серия 5: География. 2004. № 4. С. 7-11.
- Бакланов П. Я., Ганзей С. С., Ермошин В. В. Природно-хозяйственное районирование трансграничных территорий // География и природные ресурсы. 2005. № 4. С. 107—114.
- Артоболевский С. С., Бакланов П. Я., Трейвиш А. И. Пространство и развитие России: полимасштабный анализ // Вестник Российской академии наук. 2009. № 2. С. 101—112.
- Бакланов П. Я., Воронов Б. А. Глобальные и региональные риски устойчивого природопользования в бассейне Амура // Известия РАН. Серия географическая, № 2 , 2010. С 17-24.
- Бакланов П. Я. Географические измерения: виды, шкалы, параметры // Украинский географический журнал. 2013. № 2. С. 17-22.
- Бакланов П. Я. Структуризация территориальных социально-экономических систем // Вестник Московского университета. Серия 5: География. 2013. № 6. С. 3-8.
- Бакланов П. Я. Подходы и основные принципы структуризации географического пространства // Известия РАН. Серия географическая. 2013. № 5. С. 7-18.
- Бакланов П. Я. Об объекте, предмете и задачах современной социально-экономической географии // Социально-экономическая география. Вестник Ассоциации российских географов-обществоведов. 2014. № 3. С. 4-12.
- Бакланов П. Я. Территории опережающего развития: понятие, структура, подходы к выделению // Региональные исследования. 2014. № 3. С. 12-19.
- Бакланов П. Я. Типы структурных трансформаций в территориальных социально-экономических системах // Вестник Московского университета. Серия 5: География. 2015. № 4. С. 12-17.
- Бакланов П. Я. К теории экономического районирования («теорема» об экономическом районировании) // Региональные исследования. 2016. № 4. С. 4-9.
- Бакланов П. Я. Географические и геополитические факторы в региональном развитии // Вопросы географии. 2016. Т. 141. С. 166—175.
- Бакланов П. Я. Пространственное развитие региона: основные принципы и подходы к анализу и оценкам // Социально-экономическая география. Вестник Ассоциации российских географов-обществоведов. 2017. № 6. С. 4-12.
- Бакланов П. Я. Территориальные социально-экономические системы в региональном развитии // Известия Российской академии наук. Серия географическая. 2017. № 4. С. 7-16.
- Бакланов П. Я. Морское пространственное планирование: теоретические аспекты // Балтийский регион. 2018. Т. 10. № 2. С. 76-85.
- Бакланов П. Я. Пространственные структуры природопользования в региональном развитии // География и природные ресурсы. 2019. № 1. С. 5-13.
- Бакланов П. Я., Романов М. Т. Тихоокеанская Россия в геополитических структурах Восточной Евразии // Вопросы географии. 2019. Т. 148. С. 194—209.
- Бакланов П. Я. Геосистемный подход в географических исследованиях // Тихоокеанская география. 2020. № 1. С. 7-12.
- Бакланов П. Я. Поселение как целостный объект интегральных географических исследований // Вестник Московского университета. Серия 5: География. 2021. № 4. С. 3-11.
- Бакланов П. Я. Направления повышения практической отдачи экономико-географических исследований // Региональные исследования. 2021. № 3. С. 52-61.
- Бакланов П. Я. Потенциал развития поселения: понятие, содержание, структура // Региональные исследования. 2022. № 4. С. 4-13.
- Бакланов П. Я. Устойчивое развитие приморских регионов: географические и геополитические факторы и ограничения // Балтийский регион. 2022. Т. 14. № 1. С. 4-16.
- Бакланов П. Я., Ларин В. Л. Дальневосточные районы РФ в современном российско-китайском взаимодействии // Мировая экономика и международные отношения. 2023. Т. 67. № 6. С. 5-16.
- Бакланов П. Я., Мошков А. В. Территориальные производственно-экономические структуры: типы и их отношения в региональном развитии // Региональные исследования. 2023. № 3. С. 4-17.

В 2008—2012 годах под руководством П. Я. Бакланова издано трёхтомное издание «Геосистемы Дальнего Востока России на рубеже XX—XXI веков». Монографии вобрали в себя наиболее значимые результаты многолетних географических исследований на Дальнем Востоке сотрудников Тихоокеанского института географии ДВО РАН. Заместитель главного редактора «Атласа Курильских островов» (Владивосток, 2009).
Стал инициатором создания коллективной монографии «Социально-экономическая география в России» на английском языке (Socio-Economic Geography in Russia), в которой обобщены важнейшие достижения и результаты российской социально-экономической географии на протяжении XX—XXI вв. Впервые книга была представлена на конференции Международного географического союза в августе 2015 года в Москве при поддержке Русского географического общества. В 2016 году издана русскоязычная версия монографии.

## Награды
В 1970 г. награжден стипендией имени Н. Н. Миклухо-Маклая.
В 1976 г. получил медаль и премию Академии наук СССР для молодых учёных.
Награждён орденом Почёта (2007), медалью ордена «За заслуги перед Отечеством» 2-й степени (1997), медалями «За трудовое отличие» (1981), «За строительство Байкало-Амурской магистрали» (1984), «300 лет Российскому флоту» (1996).
В 1999 г. получил почётное звание ветерана Дальневосточного отделения РАН.
Лауреат премии Правительства РФ в области образования (2000).
В 2008 г. награждён Почётной грамотой Русского географического общества. В 2010 г. вручена Грамота Министерства образования РФ.
В 2016 г. награждён Золотой медалью РГО имени П. П. Семёнова-Тян-Шанского.
В 2017 г. награждён медалью Ассоциации российских географов-обществоведов «за фундаментальные достижения в области общественной географии, действенное позиционирование российской экономико-географической науки в стране и за её пределами, а также за многолетнюю преданность профессии».
Отмечен почётными грамотами Губернатора Приморского края (2004) и Дальневосточного отделения РАН (2006, 2007, 2011). В 2021 г. за выдающиеся достижения в научной, научно-организационной деятельности, вклад в развитие науки в Приморском крае вручена Почётная грамота Думы города Владивостока.
В 2021 г. присвоено почётное звание заслуженного географа Российской Федерации.
В 2021 г. за многолетний добросовестный труд, высокий профессионализм и выдающийся вклад в развитие научных исследований на Дальнем Востоке России в области теоретических и прикладных вопросов присуждена Золотая медаль ДВО РАН имени академика В. Л. Комарова. В этом же году награждён премией имени А. П. Капицы, учрежденной ТИГ ДВО РАН.
В октябре 2021 г. награждён Почётными грамотами Законодательного собрания Приморского края и Президиума ДВО РАН.
В январе 2023 г. награждён премией «Слово к народу», присуждаемой газетой «Советская Россия».